# Famille de Jussieu
Pour les articles homonymes, voir Jussieu.
La famille de Jussieu est une famille française originaire du Lyonnais qui s'est divisée en trois branches principales. Sa filiation remonte au XVe siècle. La branche aînée, anoblie en 1734, est éteinte. La branche cadette, subsistante, compte parmi ses membres cinq botanistes du XVIIe au XIXe siècle, ainsi qu'un écrivain et un haut fonctionnaire. Enfin, la branche d'Autun, dite Dejussieu, également subsistante, donne plusieurs imprimeurs du Roi sous l'Ancien Régime, maintenant cette activité jusqu'au XXe siècle, et un officier général, Compagnon de la Libération.

## Histoire
La famille de Jussieu est originaire des monts du Lyonnais, où elle est suivie depuis le XVe siècle. Plusieurs de ses membres sont notaires royaux à Montrottier et à Bessenay.
Régis Valette mentionne que la branche aînée de cette famille est anoblie par charge à la cour des monnaies de Lyon en 1734. Il ajoute que la branche des botanistes, cadette, est demeurée non noble,. Cet auteur donne les armes de la branche noble, éteinte[Quand ?] en ligne masculine, et qui portait D’azur à la tour d’argent maçonnée de sable,.
Les armes actuelles appartiennent à la branche restante des botanistes, notamment à Antoine Laurent de Jussieu. Leur devise est Pius atavis.
Laurent de Jussieu (Montrottier 1651 - Lyon 1718), docteur en médecine et pharmacien à Lyon, est l'ancêtre des botanistes de cette famille qui exerceront leur profession à partir du XVIIIe siècle. Il a seize enfants dont : Antoine de Jussieu (1686-1758), nommé en 1709 au poste de professeur de botanique au jardin du roi. Bernard de Jussieu (1699-1777), nommé professeur de botanique au jardin du roi en 1722. Joseph de Jussieu (1704-1779), botaniste, il participe à l'expédition de Charles Marie de La Condamine au Pérou.
Deux autres membres de la famille se distinguent dans la botanique. Antoine-Laurent de Jussieu (1748-1836) est nommé en 1794 directeur du Muséum national d'histoire naturelle. Son fils, Adrien de Jussieu (1797-1853), botaniste comme son père, est élu en 1853 président de l'Académie des sciences.
Toujours au XIXe siècle, d'autres membres de la famille de Jussieu occupent de hauts emplois. Laurent-Pierre de Jussieu (1792-1866), parallèlement à une activité littéraire il est secrétaire général de la préfecture de la Seine (1831), maître des requêtes au Conseil d'État, député de la Seine de 1837 à 1842. Christophe Alexis Adrien de Jussieu (1802-1865) est successivement préfet, directeur de la police générale au ministère de l'Intérieur, député, maître des requêtes au Conseil d'État.
Enfin, la branche d'Autun, elle aussi subsistante, donne entre les XVIIIe siècle et XXe siècle plusieurs générations d'imprimeurs à Autun, Langres et Chalon-sur-Saône,, et un Compagnon de la Libération, en la personne du général Pierre Dejussieu-Pontcarral (1898-1984).

## Liens de filiation entre les personnalités notoires
- Mondon de Jussieu (1485-1554), notaire royal et greffier de Bessenay. Il épouse Antoinette Sardeyn.
  - Nicolas de Jussieu (1510-1578), notaire royal de Bessenay. Il épouse Catherine Cleard.
    - Antoine de Jussieu (1555-1635) notaire royal, greffier de Montrottier et de Saint-Julien sur Bibost. Il épouse Françoise Durand.
      - Jean de Jussieu (1593- 1652) notaire royal et tabelion de Montrottier (69), lieutenant de Brussieu et d'Albigny. Il épouse Antoinette du Peray.
        - Pierre de Jussieu (1627-1671), notaire royal de Montrottier (69). Il épouse Marie Chazel.
          - Laurent de Jussieu (1651-1718), apothicaire de Lyon. Il épouse Lucie Cousin.
            - Christophe de Jussieu (9 avril 1685-12 décembre 1758), apothicaire et juré lyonnais. Il épouse en 1711 Marie Bletton puis, veuf, Jeanne Pallier en 1745.
              - Pierre Bonnaventure de Jussieu (1714- ) épouse Madeleine Pallier.
                - Christophe Nicolas de Jussieu (1/1/1754-11/12/1793), élève pharmacien. Il est fusillé comme contre-révolutionnaire le 21 frimaire an II (11 décembre 1793). En effet, on avait découvert chez lui, après une perquisition, des notes de pain qu'il délivrait aux prisonniers[9]. Il épouse Agathe Vincent[10].
                  - Antoinette Marie Adélaïde de Jussieu dite Adèle de Jussieu, fondatrice de la Communauté des Sœurs de la Visitation de Notre-Dame du May à Voiron (en  religion sœur Régis-Emmanuel-Regénie).

              - Antoine-Laurent de Jussieu (1748-1836), directeur du Muséum national d'histoire naturelle. Il épouse Thérèse Adrienne du Boisneuf.
                - Adrien de Jussieu (1797-1853), président de l'Académie des sciences en 1853. Il épouse sa cousine Madeleine Antoinette Adèle Emilie de Jussieu (1797-1831).
                  - Thérèse Valentine de Jussieu (1831-1863) épouse Hippolyte Fizeau (1819-1896).

              - Bernard-Pierre de Jussieu (1751-1836) épouse Suzanne de Saint-Didier.
                - Laurent-Pierre de Jussieu (1792-1866), écrivain moraliste.
                - Madeleine Antoinette Adèle Emilie de Jussieu (1797-1831) épouse son cousin Adrien de Jussieu (1797-1853).
                - Christophe Alexis Adrien de Jussieu (1802-1865), haut fonctionnaire.

            - Antoine de Jussieu (1686-1758), professeur de botanique au Jardin royal des plantes médicinales en 1709.
            - Bernard de Jussieu (1699-1777), professeur de botanique au Jardin du roi en 1722.
            - Joseph de Jussieu (1704-1779), botaniste, participe à l'expédition au Pérou de Charles Marie de La Condamine.

        - Jean de Jussieu (-1687), notaire royal, greffier de Saint-Julien. Il épouse Françoise Joyet (1631-1687)
          - Blaise de Jussieu (1664-1734). Il épouse Suzanne Trottier.
            - Christophe-Joseph Dejussieu, imprimeur du Roi à Autun (1701-1771). Il épouse Anne-Marie Binet (1714-1793).
              - Pierre-Philippe Dejussieu (1745-1807), libraire et imprimeur du Roi à Autun. Il épouse Andrée-Anne Mathey (1746-1783).
                - Michel-Anne Dejussieu (1772-1834), imprimeur à Chalon-sur-Saône, qui épouse Anne-Gabrielle Delorme de La Tour (1778-1846), dont descendance.
                  - François-Claude Dejussieu (1778-1867), imprimeur à Autun. Il épouse Marguerite Delorme (1783-1842).
                    - Michel-Pierre-Philippe Dejussieu (1820-1912), imprimeur a Autun, qui épouse Marie-Elisabeth-Benoîte Gayet.
                      - Michel-Pierre-Philippe Dejussieu (1850-1912) imprimeur à Autun, qui épouse Gabrielle-Marguerite Simon.
                      - Ernest-Marie Dejussieu (1865-1921), officier, colonel de cavalerie. Il épouse Jeanne Olinet (1874-1946).
                        - Pierre Dejussieu-Pontcarral (1898-1984), général de corps d'armée, Compagnon de la Libération. Il épouse Edmée Grognet (1899-1978), dont descendance.

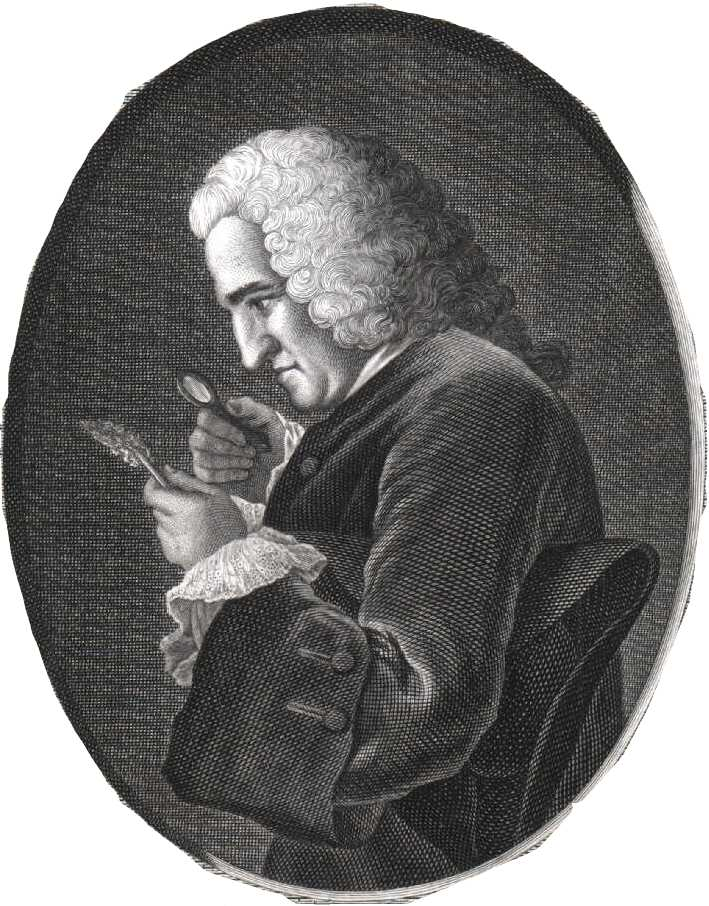
Bernard de Jussieu (1699-1777)
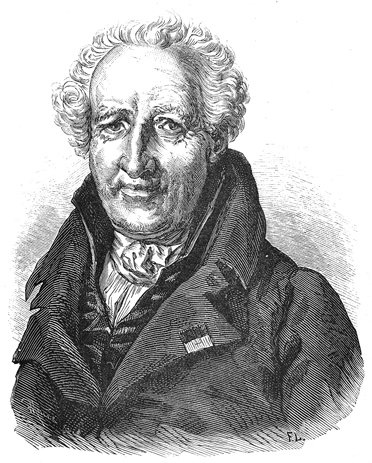
Antoine-Laurent de Jussieu (1748-1836)
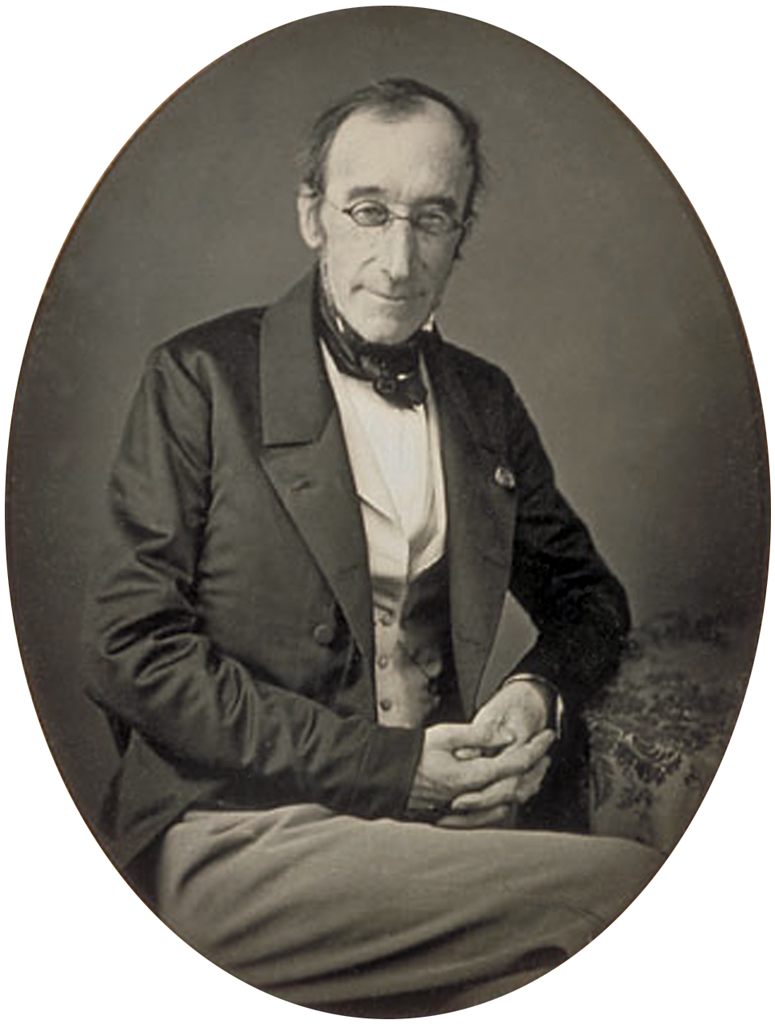
Adrien de Jussieu (1797-1853)

## Postérité
Dans le 5e arrondissement de Paris, la rue Jussieu, la place Jussieu et la station de métro Jussieu portent le nom de la famille de Jussieu, dont plusieurs membres furent des botanistes distingués : elles sont situées au voisinage du Jardin des plantes. Le campus de Sorbonne-Université s'appelait campus de Jussieu.
Dans le 4e arrondissement de Marseille, la rue Jussieu rend hommage aux trois frères botanistes de renom : Antoine, Bernard et Joseph de Jussieu.
Dans le 2e arrondissement de Lyon, la rue Jussieu rend hommage à cette famille lyonnaise.
Enfin, à Toulon, la rue Dejussieu-Pontcarral rappelle le rôle éminent de cet officier général pendant la Seconde Guerre Mondiale.